# Liczby jedynkowe
Liczba jedynkowa (ang. repunit) – w rekreacyjnej teorii liczb, liczba naturalna, której zapis dziesiętny składa się z samych jedynek. Liczby jedynkowe spopularyzował (oraz wprowadził angielską nazwę repunit) Albert Beiler w książce Recreations in the Theory of Numbers. Początkowe liczby jedynkowe to
1, 11, 111, 1111, 11111, 111111 (ciąg  A002275 w OEIS).
Alternatywnie {\displaystyle n}-tą liczbę jedynkową {\displaystyle R_{n}} można zdefiniować jako sumę {\displaystyle n} początkowych potęg dziesiątki:
|  |  | {\displaystyle R_{n}=\sum _{k=0}^{n-1}10^{k}={\frac {10^{n}-1}{9}}}. |

Kwadratem {\displaystyle n}-tej liczby jedynkowej jest {\displaystyle n}-ta liczba Demlo (ciąg  A002477 w OEIS).

## Własności[1]
- Liczba {\displaystyle R_{m}} jest dzielnikiem liczby {\displaystyle R_{n}} wtedy i tylko wtedy, gdy {\displaystyle m\mid n}.
- Największym wspólnym dzielnikiem liczb {\displaystyle R_{m}} i {\displaystyle R_{n}} jest {\displaystyle R_{d}}, gdzie {\displaystyle d=\operatorname {NWD} (m,n)}. Liczby {\displaystyle R_{m}} i {\displaystyle R_{n}} są względnie pierwsze wtedy i tylko wtedy, gdy względnie pierwsze są liczby {\displaystyle m} i {\displaystyle n}.
- Jeśli {\displaystyle R_{n}} jest liczbą pierwszą, to {\displaystyle n} również. Twierdzenie odwrotne nie jest prawdziwe. Kontrprzykład stanowi m.in. {\displaystyle 111=3\cdot 37}.
- Liczba pierwsza {\displaystyle p>5} jest dzielnikiem liczby {\displaystyle R_{p-1}}. Jest to wniosek z małego twierdzenia Fermata.
- Każda liczba naturalna niepodzielna przez 2 i przez 5 ma wielokrotność będącą liczbą jedynkową.
- Nie wiadomo, czy liczba jedynkowa może być {\displaystyle n}-tą potęgą liczby naturalnej dla {\displaystyle n>1}. Udowodniono, że to niemożliwe dla {\displaystyle n=2,3,4,5}. Problem dla {\displaystyle n>5} pozostaje nierozstrzygnięty.

## Liczby pierwsze jedynkowe
Znajdowanie dużych liczb pierwszych jedynkowych, podobnie jak faktoryzacja dużych liczb jedynkowych, nie jest proste. Pomocne bywają metody podobne do tych stosowanych dla liczb Mersenne’a. Początkowe liczby pierwsze jedynkowe to
{\displaystyle R_{2}}, {\displaystyle R_{19}}, {\displaystyle R_{23}}, {\displaystyle R_{317}}, {\displaystyle R_{1031}}, {\displaystyle R_{49081}} (ciąg  A004023 w OEIS).
W 1998 roku Torbjörn Granlund sprawdził komputerowo wszystkie liczby {\displaystyle R_{n}} dla {\displaystyle n\leq 45000} w poszukiwaniu liczb prawdopodobnie pierwszych. Obliczenia zajęły łącznie dwa miesiące czasu procesora. Poszukiwania rozszerzył w 1999 roku Dubner, znajdując prawdopodobnie pierwszą liczbę {\displaystyle R_{49081}}. Od tego czasu poznano co najmniej pięć nowych prawdopodobnie pierwszych liczb jedynkowych.
Do 2022 roku liczba {\displaystyle R_{1031}} była największą liczbą jedynkową, o której było wiadomo, że na pewno jest pierwsza (dowód przeprowadzili Williams i Dubner w 1986 roku). W 2022 roku Paul Underwood, wykorzystując test pierwszości oparty na krzywych eliptycznych, wykazał, że liczba {\displaystyle R_{49081}} jest pierwsza. Wygenerowanie certyfikatu pierwszości wymagało 20 miesięcy obliczeń na 64-rdzeniowym procesorze AMD 3990x, a sama jego weryfikacja – 13 godzin.

## Liczby jedynkowe w różnych systemach pozycyjnych
Liczby jedynkowe można uogólnić na dowolny system pozycyjny o podstawie {\displaystyle b\geq 2}. Wówczas {\displaystyle n}-tą liczbą jedynkową jest
|  |  | {\displaystyle R_{n}^{(b)}=(\underbrace {111\dots 1} _{n{\text{ cyfr}}})_{b}=\sum _{k=0}^{n-1}b^{k}={\frac {b^{n}-1}{b-1}}}. |

Gdy {\displaystyle b=2}, {\displaystyle n}-tą liczbą jedynkową {\displaystyle R_{n}^{(2)}} jest {\displaystyle n}-ta liczba Mersenne’a.